# Zamek w Jelczu-Laskowicach

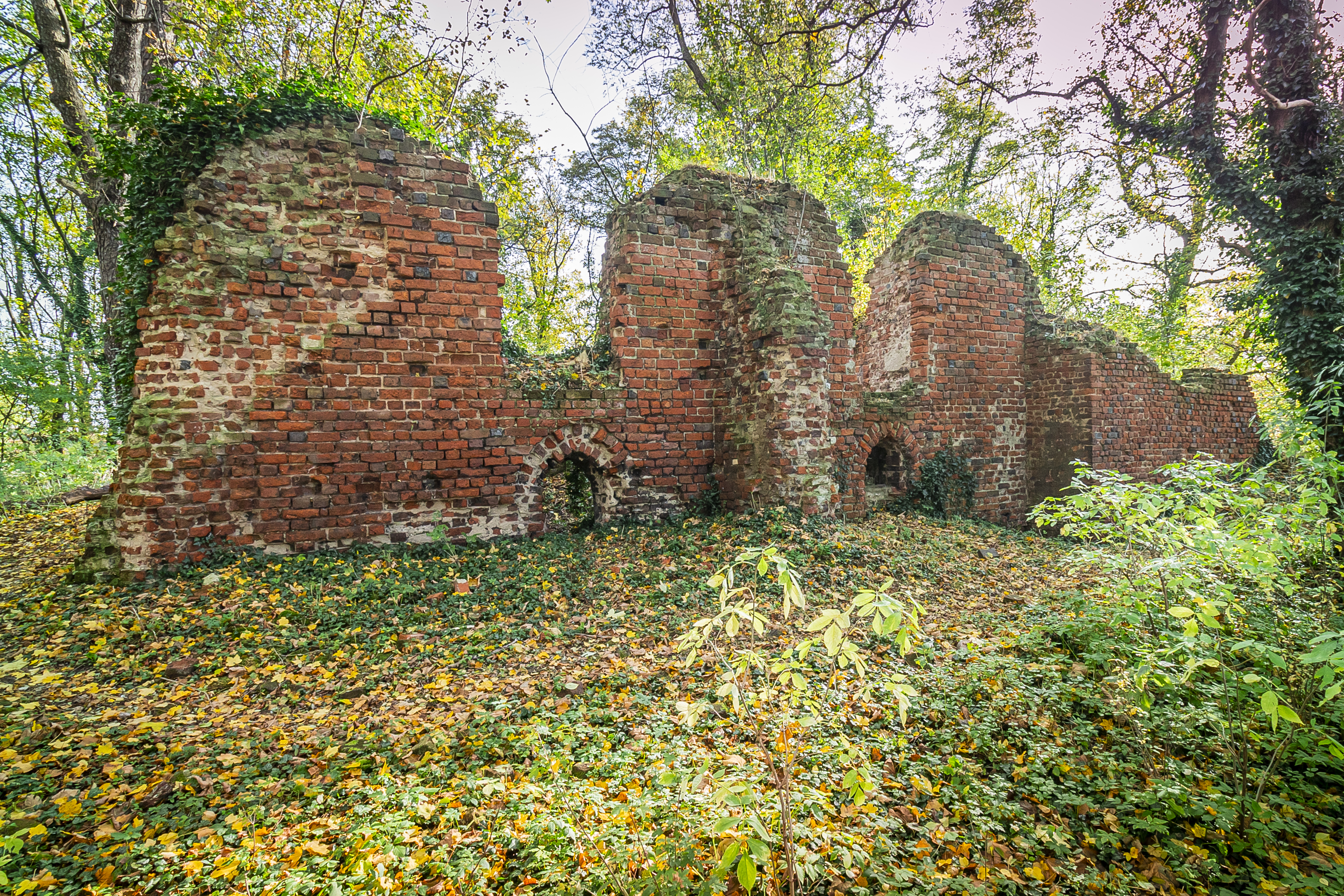
ruiny zamku

Zamek w Jelczu-Laskowicach – zamek pozostający w stanie ruiny, położony w Jelczu.
O samym zamku, położonym w starorzeczu Odry, przy południowym skraju dawnej wsi Jelcz stanowiącej obecnie część Jelcza-Laskowic, wzmiankowano w dokumentach z końca XIV wieku. Budowlę przebudowano na początku XV wieku. Po pożarze w 1623 roku została odbudowana i zamierzano ją nawet ufortyfikować. Skończyło się jednak na ambitnych planach. Ostatnia przebudowa, w stylu neoklasycystycznym, miała miejsce w 1797 roku. Przez stulecia zamek zmieniał właścicieli: najdłużej (od początku XVI wieku) należał do wrocławskiej rodziny kupieckiej Sauerman (później Saur). Przeniesienie siedziby rodu do Laskowic na początku XIX wieku spowodowało powolne popadanie jelczańskiego zamku w ruinę, zwłaszcza, gdy urządzono w nim browar.